# Gmina Båstad
Gmina Båstad (szw. Båstads kommun) – gmina w Szwecji, w regionie Skania, z siedzibą w Båstadzie.
Gmina przecina granice krain historycznych. Miejscowość Östra Karup jest jedyną miejscowość regionu Skania, która równocześnie nie leży w krainie historycznej Skania, lecz w krainie Halland.
Pod względem zaludnienia Båstad jest 155. gminą w Szwecji. Zamieszkuje ją 14 022 osób, z czego 50,68% to kobiety (7107) i 49,32% to mężczyźni (6915). W gminie zameldowanych jest 330 cudzoziemców. Na każdy kilometr kwadratowy przypada 15,8 mieszkańca. Pod względem wielkości gmina zajmuje 241. miejsce.